# Lucia Ahn
Lucia Ahn (Seul, 30 agosto 1970) è una pianista e modella sudcoreana naturalizzata statunitense, fondatrice insieme alla sorella Maria delle Ahn Trio.

## Biografia
Lucia è nata il 30 agosto 1970 a Seul. Fin da bambina fu avvicinata alla musica e nel 1979, a soli 9 anni, fondò insieme alla sorella gemella Maria il suo gruppo musicale, le Ahn Trio. Nel 1981 la sua famiglia si trasferì a New York, dove studiò alla prestigiosa Juilliard School. La band fu scritturata e poté pubblicare il suo album d'esordio, Paris Rio, nel 1995; da allora la notorietà del gruppo continuò a crescere. Nel 2003 la rivista People la inserì, insieme alle sorelle, tra le 50 celebrità più belle. Nello stesso anno fece da modella per il marchio Anne Klein and Co., a quel tempo gestito da Richard Tyler.

## Discografia

### Con le Ahn Trio

#### Album studio
- Paris Rio (1995)
- Dvořák, Suk, Shostakovich: Piano Trios (1999)
- Ahn-Plugged (2000)
- Groovebox (2002)
- Lullaby for My Favorite Insomniac (2008)
- smetana (con i Tata Bojs) (2008)

#### Live
- March of the Gypsy Fiddler (2010)